# Sekáč (nástroj)

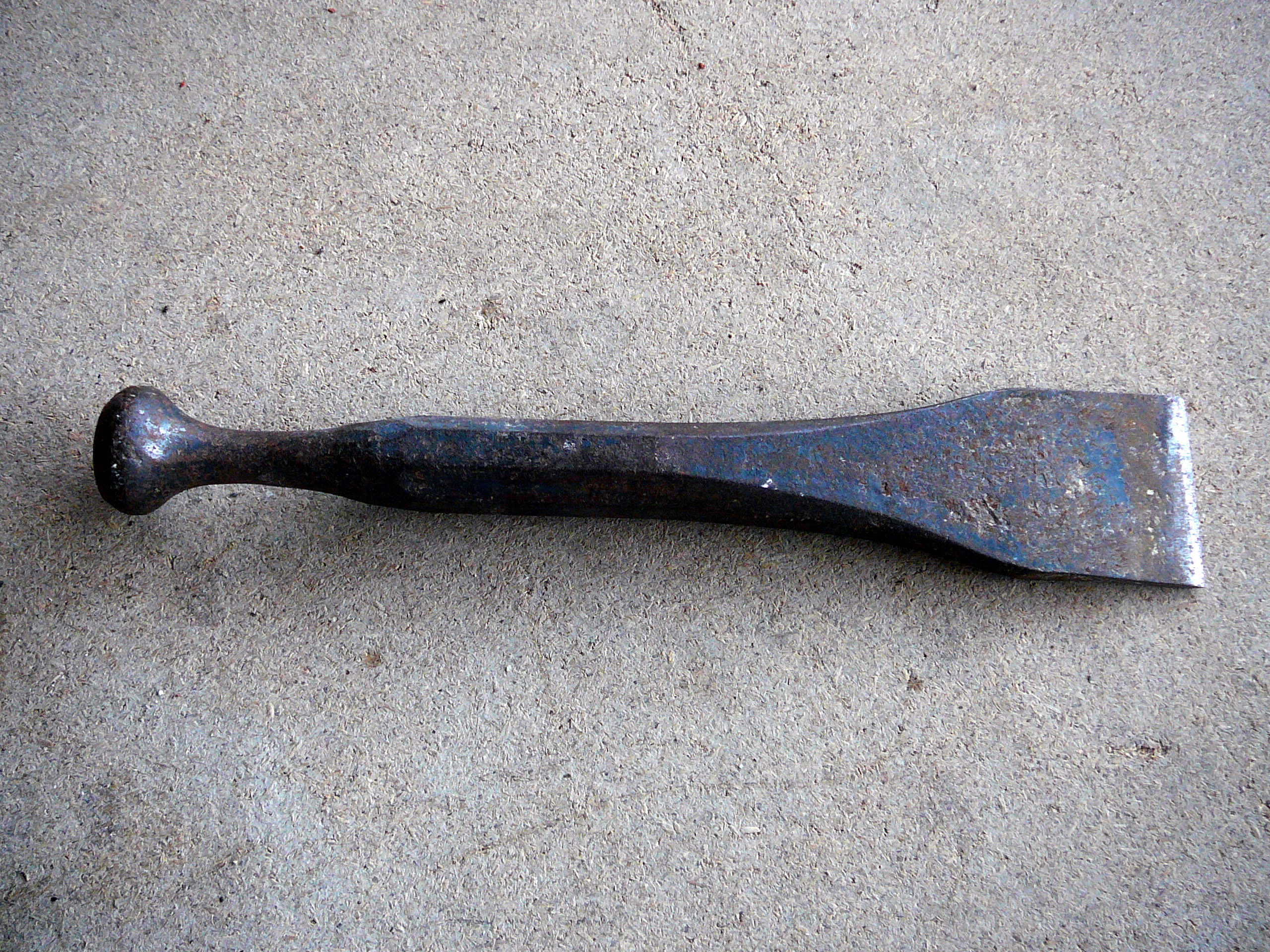
Sekáč

Sekáč je jednoduchý, ale všestranně potřebný pracovní nástroj pro celou řadu profesí v oboru strojírenství, stavebnictví, výtvarného umění (kameníci, sochaři), je i ve výbavě hasičů a záchranářů. Slouží k dělení nebo k povrchovému opracovávání materiálu.

## Popis
Sekáč je ocelová tyč různých profilů (plocháč, kulatina, šestihran) a délek. Na jednom konci se zužuje v ostří, které může být:
- a) ručně vykované kovářem
- b) vylisované lisem za tepla na výrobní lince (průmyslová výroba).

V obou uvedených případech je pak ostří zakalené, popuštěné a nabroušené. Boky ostří zpravidla svírají úhel 60°. Na druhý konec se pak při práci tluče vhodně těžkým kladivem či palicí.

## Druhy sekáčů

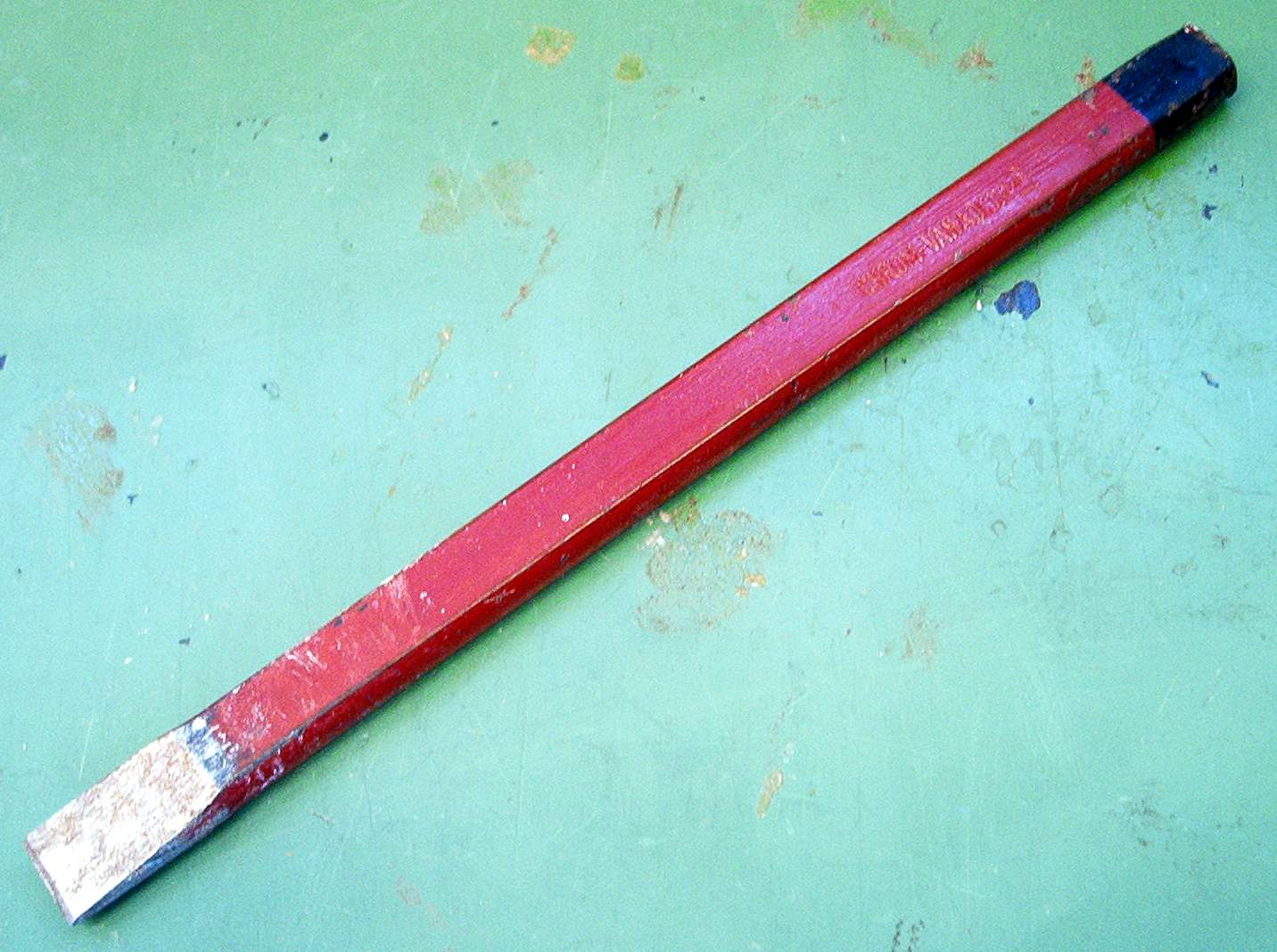
Plochý sekáč

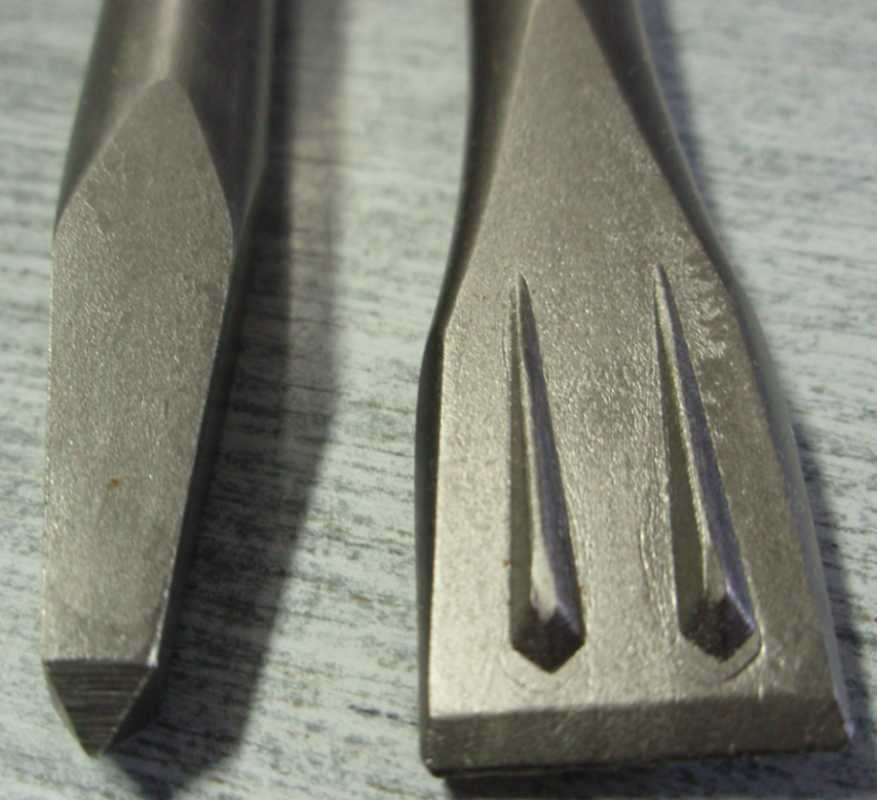
Špice a plochý sekáč SDS+

- Plochý – ostří sekáče je většinou stejně široké jako šířka sekáčové oceli. Sekáč může být naostřen ve svém středu, nebo může mít ostří umístěno pouze na jedné straně (pro vysekávání z plechu, abychom mohli sekat přesně po rysce).
- Křížový – délka ostří sekáče se rovná tloušťce plocháče (pohlédneme-li shora na profil plocháče, ostří křižuje obdélník profilu v jeho polovině.
- Žlábkový – ostří je prohnuté do různých poloměrů; užívá se hlavně v uměleckém zámečnictví.
- Čtyřhranně špičatý – ve stavebnictví na sekání betonu, v kamenictví, sochařství.

Protože je práce se sekáčem namáhavá, byla zmechanizována a dnes se užívají sekáče pro elektrické a pneumatické stroje (pneumatická kladiva). Přes tuto mechanizaci není pochyb o tom, že samotný sekáč bude v dílnách řemeslníků nadále nezbytný.

## Údržba a výroba sekáčů
Po několikerém nabroušení se kalené ostří odbrousí a ztupí se. Kovář znovu překovává tupé sekáče nebo vykovává nové přesně dle požadavku řemeslníků. Sekáčů je mnoho druhů. Aby mohl sekáč opracovávat materiál, musí mít ostří tvrdší než opracovávaný materiál. Proto se vykovává z kvalitní sekáčové oceli. Zkušený kovář dokáže využít i vhodných odpadových ocelí a má je v kovárně připravené. Vykované sekáče pak zakalí a popustí tak, aby měly požadovanou tvrdost a současně houževnatost. Jestliže se ostří při práci vyštipuje, ocel je překalená (jak říkají laici). Kovář je znovu popustí na vyšší teplotu, čímž zvýší jejich houževnatost.
Při práci se sekáčem je nutno sledovat i údernou plochu, tedy místo, kam se provádí úder kladivem nebo palicí. Na tomto místě dochází k deformaci plochy – roznýtování. Vzniklé hrany a otřepy je nutno obrušovat a udržovat tuto plochu rovnou. V opačném případě může dojít k sesmeknutí kladiva nebo palice při úderu na plochu, případně k pořezání o ostré hrany. Odborník na materiály dokáže podle deformace plochy usoudit na kvalitu materiálu, z něhož je sekáč vyroben (plocha se pouze ohýbá nebo se trhá a třepí).

## Ocel na sekáče
Jedná se o plochou ocel s oblými okraji, značka POLDI TENAX N 19732 a POLDI TENAX NB 19733,-ČSN. Kovací teplota je 850° až 1050 °C, kalící teplota je u první 900° až 960 °C, u druhé 870° až 920 °C, kalení do oleje. Popouštěcí teplota je 100 až 400 °C.

## Mazání ostří sekáče
Provádí se v kovozpracující dílně, kde se často sekáčem seká, mají destičku, na níž je přibitý vypnutý hadr. Na ten se občas kápne olej. Před sekáním pracovník přejede ostřím po hadru a ostří naolejuje. Zabrání tak vyštipování ostří.

## Příklady použití
Pouze sekáč se smí použít tam, kde je zakázáno užití otevřeného ohně (např. při odsekání zrezivělých šroubů). Od elektrické řezačky, od autogenu odlétávají žhavé jiskry. Týká se to dílen lakýrnických, provozů s dřevěným nebo uhelným prachem, v mlýnech na mouku a v uhelných dolech (hořlavý a výbušný plyn metan resp. důlní plyn) kvůli nebezpečí výbuchu. V prostorách s nebezpečím výbuchu je používáno nářadí a nástroje z bronzu, jiskra od ocelových sekáčů by mohla také způsobit zažehnutí směsi.

## Historie
Sekáč byl nezbytným nástrojem řemeslníků již od doby železné. Sloužil v kovárnách hlavně k dělení materiálu za tepla i za studena. Sekáč patří mezi nejstarší nástroje. Už v pravěku se přiložilo ostří pazourku přesně na požadované místo a kamenem se na něj udeřilo.

## Lidové názvy
- majzlík (odvozeno od německého označení Meißel)
- dláto – nepřesný název pro tesařský, řezbářský a truhlářský sekáč; každý řemeslník pod pojmem dláto si představí truhlářský, řezbářský a tesařský nástroj používaný na dřevo